# Contractul de licență de marcă
Contractul de licență reprezintă „darea cu împrumut” a drepturilor asupra unei mărci comerciale sau bun imaterial către o altă persoană, pe o perioadă temporară. Este convenția între proprietarul unei mărci și o companie sau o persoană care dorește să utilizeze marca în asociere cu un produs, pentru o perioadă de timp convenită, în cadrul unui teritoriu convenit. Poate fi și o metodă prin care proprietarul unei mărci își extinde o marcă comercială sau caracterul distinctiv al unui produs.
Printre bunurile imateriale se numără, de exemplu, cântece („Somewhere Over The Rainbow"), personaje (Donald Duck) sau nume proprii (Michael Jordan) ori mărci deja cunoscute (The Ritz - Carlton). Pentru a pregăti contractul de licențiere a unei mărci este nevoie de un acord de licență. Un acord de licentă autorizează o companie care comercializează un produs sau un serviciu (un titular), să împrumute sau să dea cu împrumut o marcă unui proprietar de marcă care gestionează un program de licențiere (beneficiar).

## Istoria
Contractul de licențiere a unei mărci este o afacere bine stabilită, atât în domeniul brevetelor, cât și al mărcilor comerciale. Licențele comerciale au o istorie vastă în afacerile americane, în mare parte începând cu creșterea în masă a divertismentului, cum ar fi filmele, benzile desenate și mai apoi televiziunea. Popularitatea lui Mickey Mouse, în anii 1930 -1940, a dus la o explozie de jucării, cărți și produse de consum cu imaginea îndrăgitului șoricel, niciunul dintre acestea fabricate de compania Walt Disney. Acest proces a avut o ascensiune incredibilă pe măsură ce filmele și, mai târziu, televiziunea au devenit fundamentul afacerilor americane. Creșterea contractelor de licență de marcă, însă, a început cu mult mai târziu, când companiile au descoperit că unii consumatori chiar ar da bani pe produse cu logo-ul brandului lor favorit. Produsele alimentare pentru copii de la  McDonalds, tricourile Burger King, până și costumele de Halloween au devenit comune. Extensiile de marcă au făcut mai târziu piața de licențiere a mărcilor mult mai profitabilă, atunci când companiile au realizat că ar putea câștiga considerabil dând cu împrumut capitalul propriu producătorilor. În loc să cheltuiască sume inimaginabile pentru a  crea o nouă marcă, acestea ar fi dispuse să plătească o redevență pentru vânzările nete ale produselor pentru a le închiria unui nume de marcă stabilit. Marca de aspiratoare auto Armor All, iaurtul Breyers, aperitivele congelate de la TGI Friday și lacul de unghii de la Lucite, sunt doar o parte dintre produsele ce poartă numele unor mărci de renume, contractate de companii care nu au nicio legătură cu cele care dețin marca în sine.

## Temei pentru încheierea unui contract de licență
Compania poate lua decizia de a-și împrumuta marca/mărcile atunci când consideră că publicul consumator acceptă extensia unui brand sau produsele acestuia. De exemplu, când Apple a lansat iPod-ul, consumatorii și-au manifestat imediat interesul pentru  accesorii precum căștile, încărcătoarele, stațiile de sincronizare și carcasele de transport. Compania a hotărât ca acestea să fie fabricate de un brand licențiat. Astfel, Apple putea oferi „căști Earbud" , „iPod docking stations" și „huse iPod", fiecare în parte creată de companii diferite, dar care oferă în ansamblu, o soluție elegantă pentru cererea consumatorilor. Acestea sunt vândute de către titularii contractului.
În egală măsură, atât titularii, cât și beneficiarii se bucură de avantaje. Titularii de licență acordă dreptul unei mărci de a se anexa mărcii produse de aceștia, dar fără drept de proprietate.  Accesul la marile branduri naționale și renumite mondial, precum și la logourile și mărcile comerciale asociate acestora, oferă beneficiarului licenței câștiguri semnificative. O influență deosebită este puterea de marketing, care printre altele aduce și un câștig destul de mare. Când brand managerii intră sau se extind în cadrul unor categorii de produse noi prin acordarea de licențe, li se oferă oportunitatea de a-și dezvolta compania. Mai jos aveți procesul și pașii pe care ar trebui să îi urmați:
- Titularul alege categoriile de produse care urmează să fie licențiate
- Titularul găsește și negociază un contract de licență cu cei mai buni licențiați
- Beneficiarul dezvoltă concepte, prototipuri și mostre ale producției finale pentru aprobare
- Titularul aprobă licența produselor destinate vânzării
- Beneficiarul vinde produsele licențiate către distribuitorii autorizați[3]

Titularii se așteaptă ca licența să conducă la o creștere a vânzărilor. Această creștere a vânzărilor poate fi sub formă unei creșteri economice pe piața existentă sau a posibilității de a intra pe o piață nouă. Pentru a realiza acest lucru, cei în cauză așteaptă ca marca propusă spre licențiere să fie remarcată de branduri favorite, lucru ce le va deschide uși și în cele din urmă  îi va ajuta să îndeplinească sau să depășească obiectivele de afaceri..Contractul de licență forțează licențiatul să atingă anumite obiective de vânzări și reverențe, prin urmare, scopul acestuia este de a-și realiza rapid obiectivele de afaceri, îndeplinind astfel obligațiile contractuale.Redevențele sunt sumele plătite de licențiator unui licențiat pentru dreptul de utilizare a proprietății licențiate. Acestea sunt calculate prin înmulțirea ratei dobânzii cu veniturile nete.

## Industria de licențiere globală a mărcii
Principala asociație profesională internațională pentru acordare  licențelor de brand este  Asociația Comercianților din industria de licențiere, care sponsorizează Expoziția Internațională Anuală de licențiere.
Societatea Licentiatorilor de Excelență este comunitatea de practică a licențiatorilor care vizează îmbunătățirea continuuă a procesului de acordare a licențelor de marcă. Misiunea acestei societăți este de a acționa ca o comunitate care împărtășește cele mai bune practici pentru protejarea, promovarea și consolidarea brandului de integritate. Ei abordează o filozofie creativă a divergenței și convergenței pentru a susține punerea în aplicare a ideii unice privind cele mai bune practici. Viziunea pentru atelierul de licențiere al societății este de a oferi cele mai bune practici în domeniul licențierii prin împărtășirea celor mai bune practici educative prin inițiative de benchmarking, colaborări în cadrul grupului de lucru, rapoarte ale comitetelor și reprezentanți ale sectoarelor industriale.
"Fiecare lună de Mai, Licență!" Revista Global publică o listă anuală a "Top 150 licențiatori la nivel mondial". Pentru 2017, liderul a fost Disney Consumer Products, cu 53 de miliarde de dolari în vânzările cu amănuntul ale mărfurilor licențiate, urmat de Meredith Corp cu 23.2 miliarde și PVH cu 18 miliarde de dolari.
Potrivit Asociației Vânzătorilor din Industria Contractelor de Licență, vânzările de mărfuri aflate sub licență au fost estimate cu un câștig de 272.2 miliarde de dolari în 2016, față de 262.2 miliarde de euro în 2015. 

## Procesul de acordare a contractelor de licență în India
Liberalizarea economiei indiene în 1992 a adus o mulțime de branduri internaționale în India. Multe dintre aceste branduri au fost autorizate pentru companii indiene.  Arvind reprezintă Arrow, Cherokee, ELLE, Nautica, SN, AEROPOSTALE,CHILDRENS PLACE, Ed Hardy, GAP și Kipling. Murjani Grup este licența pentru Calvin Klein Jeans, FCUK și Tommy Hilfiger. Beverly Hills Polo Club (BHPC) este licențiat pentru Spencer Retail.
Împrumutarea de personaje este un alt mare segment de acordare a licențelor de brand în India. Cei mai importanți jucători ai acestei industrii în India sunt Disney India, Viacom 18 și Cartoon Network Enterprises. Personajele împrumutate de către Disney India îi includ pe Mickey Mouse și Donald Duck. Viacom a introdus personaje cunoscute de la Nickelodeon ca Dora Exploratoarea și SpongeBob Pantaloni Pătrați. Cartoon Network are în portofoliu inclusiv personaje precum Ben 10, Fetițele Powerpuff, Mr. Bean, Roll No 21, We Bare Bears.

## Procesul de acordare a contractelor de licență în Italia
Acordarea contractelor de licență a mărcii în Italia a început în anii șaptezeci, cu foarte puține agenții de licențiere. În afară de Disney care a avut propriul birou pe piață, toate celelalte programe de divertisment au fost reprezentate de agenții independente. Una dintre aceste companii pe nume DPI 2 (Distribuția de personaje internaționale), fondată în 1973 de către Gianfranco Mari a contribuit la crearea mediului de afaceri de acordare a licențelor și a creat personaje și mari serii animate de televiziune precum El-Omul și Stăpânii Universului, benzile desenate sub editura Marvel Comics, Războiul Stelelor, studioul de animație Hanna & Barbera , Zorro, Asterix și așa mai departe. DPI 2 continuă să rămână una dintre cele mai mari agentii independente din Italia, reprezentând diferite personaje de desene animate și branduri renumite.